# D.U-NET
D.U-NET（ディーユーネット）は、東京都江東区に本社を置く会社。大和ハウス工業のグループ会社である。インターネットのプロバイダー事業を行っている。

## 沿革
2013年1月 - 大和リビングマネジメント株式会社と株式会社U-NEXTはインターネットプロバイダー事業の合弁会社「D.U-NET株式会社」を設立。
2013年2月 - 大和リビングマネジメント株式会社が管理する賃貸住宅の新築物件を対象に、インターネットプロバイダー事業を展開。今後は既存物件へもサービス対象を拡大する予定。

## 事業内容
- 電気通信事業法に基づく電気通信事業

## 提供サービス
- 無線LAN親機レンタル
- 端末保証お見舞金
- 遠隔サポート
- PC+Androidセキュリティ
- IP電話（050番号）
- グローバルIP

## 関連会社
- 大和ハウス工業
- 大和リビング
- 大和リビングマネジメント
- 大和エステート
- ハートワン信託
- 大和リビングステイ
- 大和リビングユーティリティーズ
- Double-D
- 大和リビングカリフォルニア
- 大和リビングオーストラリア
- 大和リビングベトナム